# اکسای، لنبالو
اکسای، لنبالو (به لاتین: Akçay, İnebolu) یک منطقهٔ مسکونی در ترکیه است که در استان قسطمونی واقع شده‌است.

## خصوصیات
اکسای ۲۴ نفر جمعیت دارد.